# Cipriano Primicias jr.
Cipriano B. "Tito" Primicias jr. (Lingayen, 17 april 1931 - Dagupan, 3 december 2012) was een Filipijns politicus. Primicias jr. was van 1961 tot 1967 lid van het Filipijns Huis van Afgevaardigden en van 1967 tot 1971 gouverneur van Pangasinan.

## Biografie
Cipriano Primicias jr. werd geboren op 17 april 1931 in barrio Libsong in Lingayen in de Filipijnse provincie Pangasinan. Hij was het eerste kind uit een gezin van negen van politicus Cipriano Primicias sr. en Nieves Ocampo Benito. Primicias jr. begon zijn studie rechten aan de University of the Philippines en studeerde later net als zijn vader rechten aan de University of Manilla. Tijdens zijn studie had hij ondanks zijn goede afkomst diverse bijbaantjes, zoals Jeepney-chauffeur en horloge-reparateur. Ook werkte hij in de Filipijnse Senaat en was hij columnist voor de Sunday Punch, een krant uit Dagupan. Na het voltooien van zijn studie slaagde hij in 1956 voor het toelatingsexamen van de Filipijnse balie.
In 1957 werd hij namens het 3e kiesdistrict van Pangasinan gekozen als lid van het Filipijns Huis van Afgevaardigden. Zijn tegenstander Jose Parayno van de Liberal Party diende echter een protest in, dat uiteindelijk op 15 juli 1960 werd toegewezen door het verkiezingstribunaal van het Huis, waarop Primicias werd afgezet. Kort daarop nam hij echter revanche en won hij bij de verkiezingen van 1961 alsnog de zetel in het Huis. In 1965 werd hij herkozen voor een nieuwe termijn van vier jaar. Deze tweede termijn maakte hij echter niet af, omdat hij in 1967 werd gekozen tot gouverneur van de provincie Pangasinan. Tijdens zijn termijn als gouverneur maakte hij zich sterk voor een goede provinciale infrastructuur. Halverwege zijn termijn waren alle provinciale wegen begaanbaar. Ook liet hij veel bruggen aanleggen. De ontwikkeling van het 100 eilanden natuurpark voor de kust van Pangasinan was een van zijn prioriteitsprogramma's. Tevens werd het Pista'y dayat gedurende zijn termijn een officieel provinciaal festival. Hij stond bekend als een politicus die zich niet verrijkte. In zijn termijn werd de provinciale schatkistbewaarder aangeklaagd wegens financiële misstanden. 
Nadat president Ferdinand Marcos in 1972 de staat van beleg uitriep, emigreerde Primicias naar Canada. Later keerde hij terug en diende hij van 1981 tot 1986 als onderminister van lokaal bestuur. In 1998 deed Primicias opnieuw mee aan de gouverneursverkiezingen, maar die verkiezingen verloor hij van Victor Agbayani
Primicias overleed in 2012 op 81-jarige leeftijd in het Villaflor Hospital in Dagupan aan de gevolgen van een hartstilstand. Hij was getrouwd met Corazon Velasco en had met haar zeven kinderen. Nadien hertrouwde hij met Norma Trinidad.